# Gwiezdny pirat
Gwiezdny Pirat – polski serial telewizyjny dla młodzieży, w reżyserii Jerzego Łukaszewicza. Wyprodukowany w 1998 roku przez MTL Maxfilm dla Telewizji Polskiej.

## Fabuła
Dużą popularnością wśród młodzieży cieszy się książka pod tytułem Tajemnica Żywodębu. Opowiada o tym jak Emilio – pirat z Błękitnej Galaktyki wykradł skarb, allumin ze skarbca władcy planety Athara, i uciekł na Ziemię. W pościg za nim wyruszył zwiadowca Hooger. Od tamtej chwili zaginęli w podziemiach prastarej kopalni i nikt ich nie widział. Autorka książki, Jadwiga Kurcewicz, zaprasza grupę dzieci z Legnicy i ich wychowawcę na kilka dni wypoczynku do Złotego Stoku, gdzie znajduje się willa Żywodąb. W wyniku kombinatorstwa jej bratanka Maxa zostaje także zaproszona grupa dzieci z Warszawy wraz z wychowawczynią. Wkrótce wszyscy bywalcy domu dowiadują się, że w jego podziemiach znajduje się opuszczona kopalnia, a opisane wydarzenia w Tajemnicy Żywodębu zdają się być prawdziwe.

## Spis odcinków
1. Gwiezdny Pirat
2. Żywodąb
3. Pułapka
4. Porwanie
5. Pościg
6. Na Ratunek
7. Ostatnia tajemnica

## Obsada
- Piotr Deszkiewicz − Krzesimir „Krzesi”
- Piotr Uszyński − Krzesimir „Krzesi” (głos)
- Piotr Baczyński − Joachim „Joas”
- Jacek Wolszczak − Joachim „Joas” (głos)
- Sebastian Świąder − Robert Rajner
- Małgorzata Foremniak − Justyna Lewińska
- Piotr Szwedes − Marek Kosociński
- Joanna Aleksandrowicz − Marta
- Emilia Wąsowska − Marta (głos)
- Norbert Jonak − Sebastian „Sebas”
- Jan Prosiński − Staś „Spryciarz”
- Grzegorz Drojewski − Staś „Spryciarz” (głos)
- Cezary Żak − Max Rajner
- Sebastian Konrad − Hirek
- Anna Tatarska − Natalka
- Magdalena Skajewska − Kamila
- Marek Buliński − Franek „Lejek”
- Jakub Janduła − Olo „Profesor”
- Krzysztof Skórzewski − Olo „Profesor” (głos)
- Maciej Gajewski − Antek
- Anna Seniuk − Jadwiga Kurcewicz
- Jarosław Jakimowicz − gwiezdny pirat Emilio
- Antoni Ostrouch − zwiadowca Hooger
- Krzysztof Janczak − listonosz Leon
- Dorota Segda − mama Krzesimira

## Nagrody
- Nagroda Jury Młodzieżowego Marcin dla serialu dla serialu Gwiezdny pirat.

Podczas 16 Międzynarodowego Festiwalu Filmów dla Dzieci w Poznaniu 27 kwietnia – 2 maja 1998 roku.
- Poznańskie Koziołki za muzykę do filmu "Gwiezdny pirat" dla Krzesimira Dębskiego.

W Konkursie Krajowym Festiwalu Filmów dla Dzieci w Poznaniu w 1998 roku.
- Poznańskie Koziołki dla Zbigniewa Hałatka za zdjęcia do filmu Gwiezdny pirat.

W Konkursie Krajowym Festiwalu Filmów dla Dzieci w Poznaniu w 1998 roku.